# Temple of Baal
Ne doit pas être confondu avec Temple de Baal.
Temple of Baal est un groupe de black et death metal français, originaire de Paris, en Île-de-France. Composé de quatre membres, le groupe compte en date cinq albums studio, cinq splits et trois démos.
Dans leur carrière, le groupe jouera notamment avec des groupes comme Deströyer 666, Watain, Revenge, Enthroned, Impiety, Abigail, Arkhon Infaustus et Antaeus. Il participera aussi à des festivals comme l'Inferno Metal Festival Norway et au Summer Breeze.

## Biographie
Temple of Baal est formé en juin 1998 à Paris, par Olivier « Amduscias » Verron en tant que one-man-band. Seulement plus tard, il est rejoint par le chanteur Magus Kaiser Munkir (aka MKM), le bassiste Arkdaemon et batteur Eric Arkdaemon « M. Rikk » Tabourier. Peu après, MKM quitte le groupe, et le groupe décide de continuer en trio ; Amduscias endossera alors la guitare électrique en parallèle au chant. Quelques mois plus tard, le groupe publie sa première démo intitulée Satanas Lux Solis, que le groupe est en mesure de vendre à 200 exemplaires. 
Après sa signature au label français Chanteloup Creations, le groupe commence à enregistrer, dès février 2000 au Coprophagus Studio, sa prochaine démo intitulée Black Unholy Presence. La démo est ensuite rééditée par Oaken Shield Records. Le groupe participe aussi à la compilation The Return of Darkness and Hate publiée par Drakkar Productions. Temple of Baal réédite deux nouvelles chansons Satanic Dominators et Faces of the Void. L'apparition d'un premier album est annoncée, mais repoussée par la faillite de Chanteloup Creations en 2001. Leur premier album est finalement publié en 2003 au label Oaken Shield sous le nom de Servants of the Beast. 
En 2005, un deuxième album intitulé Traitors to Mankind au même label. En mars 2008, le groupe signe au label Agonia Records. Au même label, le groupe publie les albums Lightslaying Rituals, Verses of Fire et Mysterium en 2009, 2013 et 2015, respectivement. 

## Discographie

### Albums studio
- 2003 : Servants of the Beast
- 2005 : Traitors to Mankind
- 2009 : Lightslaying Rituals
- 2013 : Verses of Fire[1],[8],[9],[10],[11],[12],[13]
- 2015 : Mysterium

### Splits
- 2001 : Unholy Chants of Darkness/Faces of the Void (split avec Eternal Majesty
- 2004 : Sargeist/Temple of Baal
- 2006 : Ancestral Fog/Temple of Baal
- 2007 : Temple of Baal/Aosoth
- 2011 : The Vision of Fading Mankind (split avec Ritualization[8])

### Démos
- 1999 : Satanas Lux Solis (autoproduction)
- 2000 : Black Unholy Presence (cassette : Chanteloup Créations, CD : Oaken Shield/Adipocere Records)
- 2003 : Rituals of Black Plague[8]

## Membres

### Membres actuels
- Amduscias - chant, guitare (ex-Antaeus, Bran Barr)
- Arkdaemon - basse, chœurs (Hell Militia, ex-Deviant)
- Saroth - guitare, chœurs (Aosoth, Cruxifiction, Valhöll)
- Skvm - batterie, chœurs (ex-Livarkahil)[5]

### Anciens membres
- Herr Rikk - batterie (Nydvind, ex-Seide, ex-Penumbra)
- MKM - chant (Antaeus, Aosoth)
- Antares - batterie (ex-Blackgod, ex-Obscurus Advocam, ex-Glorior Belli)
- Alastor - guitare, chœurs (ex-Glorior Belli)